# Pierre Clémenti (homme politique)
Pour les articles homonymes, voir Pierre Clémenti.
Pierre Clémenti de son vrai nom François-Antoine Clémenti (né le 28 mai 1910 à Paris où il est mort le 16 avril 1982) est un journaliste et homme politique français. 
A l'origine journaliste d'orientation radicale-socialiste, il devient nationaliste et antisémite et fonde en 1934 le Parti français national-communiste ainsi que le journal Le Pays libre. Durant la Drôle de guerre, il met le parti et le journal en sommeil puis réapparaît durant la Collaboration pour soutenir la Révolution nationale du Maréchal Pétain et l'entrée en guerre de la France contre l'URSS en participant à la fondation de la Légion des volontaires français contre le bolchevisme (LVF). Après la Libération, il adhère au Rassemblement européen de la liberté (REL) de Dominique Venner, puis au Nouvel ordre européen (NOE) de René Binet et, en 1969, participe à la fondation du mouvement néo-fasciste Ordre Nouveau.

## Biographie

### Entre-deux-guerres
À l'origine à gauche et fils d'un fonctionnaire corse mort pendant la Première Guerre mondiale, il est d'abord proche des milieux radicaux-socialistes, puis fonde un parti proche du fascisme en 1934, le Parti français national-communiste, qui devra changer de nom sous l'Occupation (après l'armistice, le parti devient le Parti national-collectiviste), que Clémenti soutient. Il est le directeur du journal du mouvement, Le Pays libre.

### La Collaboration
En 1941, il est l'un des fondateurs de la Légion des volontaires français contre le bolchévisme (LVF) et participe en 1942-1943 à des opérations militaires en Union soviétique. Condamné à mort par contumace à la Libération, il reste en Allemagne et en Italie.

### Après la Libération
Bien des années après la Seconde Guerre mondiale, il est adhérent du Rassemblement européen de la liberté (REL), puis d'Ordre nouveau. Il représente la Section française du Nouvel ordre européen de René Binet, organisation néofasciste européenne (dont faisaient notamment partie le CEDADE espagnol et le Sozialistische Reichspartei ouest-allemand), née d'une scission du Mouvement social européen de Maurice Bardèche.
Il meurt le 16 avril 1982, quelques jours avant de participer à l'émission télévisée Droit de réponse de Michel Polac et expliquer son opposition au communisme et son engagement dans le fascisme.

## Publications
- Qu’est-ce que le national-communisme ?
- Qu’est-ce que le national collectivisme ?, 1938
- La Troisième Paix, 1949